# Stylophorum lasiocarpum
Stylophorum lasiocarpum är en vallmoväxtart som först beskrevs av Oliver, och fick sitt nu gällande namn av Friedrich Karl Georg Fedde. Stylophorum lasiocarpum ingår i släktet Stylophorum och familjen vallmoväxter. Inga underarter finns listade i Catalogue of Life.